# Carl Lejdström
Carl Lejdström, Karl Viktor Lejdström, född 25 oktober 1872 i Stockholm, död 13 april 1922 i Göteborg, var en svensk operasångare (baryton).
Lejdström debuterade 1894 på Kungliga Teatern (Operan) i Stockholm, där han var anställd 1902 och 1911–1913. Han var engagerad 1913–1914 vid Neue Oper i Hamburg, 1914–1915 vid Königliche Hoftheater i Stuttgart och från 1916 Stora teatern i Göteborg som bärande kraft i opera- och operettfacken.
Han gifte sig första gången 1899 med Erika Cecilia Lindblad (1872–1911) och andra gången 1914 med operasångerskan Elin Linnander (1888–1967). Han var bror till sångaren Oskar Lejdström.
Carl Lejdström är begravd på Norra begravningsplatsen utanför Stockholm.

## Diskografi
- Wagner in Stockholm: recordings 1899–1970. Bluebell CD02-2698--2701. 2002. – Innehåll: 6. Blick' ich umher (Ur: Tannhäuser)
- Grammofonskivan 100 år i Sverige: en dokumentation av de första 50 åren . Albophone ACD 99115. 1999. – Innehåll: 5. När vikingen for vida (Hallström, Hedberg) (Ur: Stolts Elisif).